# Municipio de Long Hollow
El municipio de Long Hollow (en inglés: Long Hollow Township) es un municipio ubicado en el condado de Roberts en el estado estadounidense de Dakota del Sur. En el año 2010 tenía una población de 323 habitantes y una densidad poblacional de 3,44 personas por km².

## Geografía
El municipio de Long Hollow se encuentra ubicado en las coordenadas 45°41′17″N 97°9′48″O / 45.68806, -97.16333. Según la Oficina del Censo de los Estados Unidos, el municipio tiene una superficie total de 93.89 km², de la cual 92,55 km² corresponden a tierra firme y (1,43 %) 1,34 km² es agua.

## Demografía
Según el censo de 2010, había 323 personas residiendo en el municipio de Long Hollow. La densidad de población era de 3,44 hab./km². De los 323 habitantes, el municipio de Long Hollow estaba compuesto por el 45,51 % blancos, el 0,31 % eran afroamericanos, el 48,61 % eran amerindios, el 0,31 % eran de otras razas y el 5,26 % eran de una mezcla de razas. Del total de la población el 0,62 % eran hispanos o latinos de cualquier raza.